# Kvasîliv
Kvasîliv (în ucraineană Квасилів) este o așezare de tip urban din raionul Rivne, regiunea Rivne, Ucraina. În afara localității principale, nu cuprinde și alte sate.

## Demografie
Componența lingvistică a așezării de tip urban Kvasîliv
     Ucraineană (97,88%)
     Rusă (1,64%)
     Alte limbi (0,42%)
Conform recensământului din 2001, majoritatea populației așezării de tip urban Kvasîliv era vorbitoare de ucraineană (97,88%), existând în minoritate și vorbitori de rusă (1,64%).